# Mathias Sommerhielm
Mathias Otto Leth Sommerhielm, född den 22 augusti 1764 i Kolding på Jylland, död den 15 november 1827 i Stockholm, var en norsk statsman.
Sommerhielm blev juris kandidat 1785, assessor i norska överhovrätten 1789 och vid dennas upphävande assessor i Akershus stiftsoverret 1797, generalauditör 1801, sedan 1802 därjämte deputerad i norska kommissariatskollegium och 1808–1810 ledamot av interimistiska regeringsrådet och 1810 amtman i Smaalenene. Han deltog i "notabelmötet" på Eidsvold 16 februari 1814, blev 2 mars samma år ledamot av Kristian Fredriks regeringsråd och var efter grundlagens antagande 19 maj-11 november 1814 statsråd. Den 9 juli 1822 utnämndes han till norsk statsminister i Stockholm. Hans jämförelsevis betydliga boksamling inköptes av Karl XIV Johan som grundstomme till slottsbiblioteket i Kristiania.